# Astrid S
Astrid S, pseudonimo di Astrid Smeplass (Rennebu, 29 ottobre 1996), è una cantante norvegese.
Forte di un grande successo ottenuto in patria con singoli come Think Before I Talk e Someone New, l'artista è riuscita ad acquisire una certa notorietà anche a livello internazionale. In particolare, il brano Hurts So Good è stato una vera e propria hit internazionale, vincitore di vari dischi d'oro e di platino in tutto il mondo. Dopo aver pubblicato vari EP, Astrid S pubblicherà il suo album di debutto Leave It Beautiful nel 2020.

## Biografia
Nata e cresciuta nella piccola città di Rennebu, Norvegia, da Trond Smeplass e Ingrid Koksvik. All'età di 16 anni ha partecipato alla versione norvegese di Pop Idol nel 2013, e da lì ha pubblicato il singolo, Shattered, sotto il nome di Astrid Smeplass. La canzone è stata co-scritta da Melanie Fontana. Nel 2014 Astrid ha pubblicato il suo primo singolo 2AM. Ha anche pubblicato una cover del singolo FourFiveSeconds. Nel 2015 pubblica il suo primo EP, che include prettamente remix di 2 AM. Sempre nel 2015 ha inciso e pubblicato collaborazioni con due grandi star internazionali: Avicii (Waiting For Love) e Shawn Mendes (Air).
Nel 2016, Astrid ha collaborato con Troye Sivan nel suo tour europeo e ha pubblicato un EP eponimo il 20 maggio 2016.
All'edizione del 2016 degli Spellemannprisen Astrid S ha vinto il premio della categoria miglior artista emergente aggiudicandosi anche il Gramostipend, un importante premio in denaro che viene dato ad artisti norvegesi giovani ed emergenti vinto in precedenza da cantanti come Aurora, Jonas Alaska o Sigrid Raabe. Sempre nel 2016, l'artista ottiene un notevole successo internazionale con il brano Hurts So Good, certificato oro anche in Italia.
Nel 2017 invece vince lo Spellemannprisen nella categoria Artista dell'anno. A partire da quest'anno, inoltre, l'artista inizierà a rilasciare un gran numero di singoli, ottenendo una certa visibilità a livello internazionale con il brano Think Before I Talk. Tale brano raggiunge la vetta della classifica norvegese. Sempre nel 2017 pubblica il suo terzo EP, Party's Over, successivamente ripubblicato anche in versione acustica. L'artista prende inoltre parte all'album di Katy Perry Witness come backing vocalist.
Tra 2018 e 2019, Astrid S pubblica i singoli Emotion, Closer, Someone New e The First One: gli ultimi due ottengono risultati commerciali positive, dandole la possibilità di esibirsi in vari concerti in USA. Sempre nel 2018 apre un tour degli Years & Years e vince il premio di artista dell'anno nella principale manifestazione musicale norvegese, Spellemannsprisen. In seguito al successo di questi brani, nel 2019 pubblica altri 2 EP: Trust Issues e Down Low. Nel 2019 prende inoltre parte alle manifestazioni Fridays For Future in qualità sia di attivista che di performer.
Nel 2020, dopo aver pubblicato diversi singoli di grande successo in patria, Astrid S annuncia la pubblicazione del suo primo album Leave It Beautiful, pubblicato il 16 ottobre dello stesso anno. Il 2 ottobre 2020 collabora con Harry Hudson nel brano Closing Doors.
Il 10 dicembre 2021 pubblica in collaborazione con Dagny (anch'essa norvegese) il singolo Pretty seguito dalla versione acustic l'11 febbraio 2022 .

## Discografia

### Album in studio
- 2020 – Leave It Beautiful
- 2024 – Joyride

### EP
- 2015 – 2AM (Remixes)
- 2016 – Astrid S
- 2017 – Party's Over

### Singoli
- 2013 – Shattered
- 2014 – 2AM
- 2014 – 2AM (Matoma remix)
- 2015 – Hyde
- 2015 – Paper Thin
- 2016 – Hurts So Good
- 2017 – Breathe
- 2017 – Bloodstream
- 2017 – Party's Over
- 2017 – Such a Boy
- 2017 – Think Before I Talk
- 2018 – Emotion
- 2018 – Closer
- 2019 – Someone New
- 2019 – The Firts One
- 2020 – Dance Dance Dance
- 2020 – Marilyn Monroe
- 2020 – It's OK If You Forget Me

### Cover
- 2013 – Undressed con Julie Bergan
- 2015 – FourFiveSeconds

### Collaborazioni
- 2015 – Running Out (Matoma feat. Astrid S)
- 2015 – Air (Shawn Mendes feat. Astrid S)
- 2015 – Dawn (iSHi feat. Astrid S)
- 2015 – Waiting for Love (Avicii feat. Astrid S con Prinston)
- 2016 – Dust (CLMD feat. Astrid S)
- 2020 – Closing Doors (Harry Hudson feat. Astrid S)

## Filmografia parziale
- Tre noci per Cenerentola (Tre nøtter til Askepott), regia di Cecilie Mosli (2021)

## Riconoscimenti
| Anno | Organizzazione          | Premio                        | Singolo/Album | Risultato       |
| ---- | ----------------------- | ----------------------------- | ------------- | --------------- |
| 2015 | MTV Europe Music Awards | Best Norwegian Act            | Astrid S      | Vincitore/trice |
| 2015 | P3 Gull                 | Årets Nykommer                | Astrid S      | Vincitore/trice |
| 2015 | P3 Gull                 | Årets Låt                     | 2AM           | Vincitore/trice |
| 2016 | MTV Europe Music Awards | Best Norwegian Act            | Astrid S      | Candidato/a     |
| 2017 | Spellemannprisen        | Årets Nykommer & Gramostipend | Astrid S      | Vincitore/trice |
| 2017 | Spellemannprisen        | Årets Låt                     | Hurts so good | Candidato/a     |

## Doppiatrici italiane
Nelle versioni in italiano delle opere in cui ha recitato, Astrid Smeplass è stata doppiata da:
- Chiara Oliviero in Tre noci per Cenerentola